# Podophorus
Podophorus és un gènere de plantes de la família de les poàcies. És originària de l'Arxipèlag Juan Fernández. El gènere té una sola espècie: Podophorus bromoides va ser descrita per Rodolfo Amando Philippi i publicat als Annals de la Universitat de Xile 13: 169. 1856.

## Descripció
És una planta bisexual, amb espiguetes bisexuals; i flors hermafrodites. La inflorescència poc espigolada; paniculada; oberta; no comprèn inflorescències parcials i òrgans foliars. L'espigueta fèrtil amb eixos persistents.
Espiguetes femenines fèrtils de 10-13 mm de llarg; comprimides lateralment, desarticulant-se per sobre de les glumes; no desarticulant-se entre els florets. La raquilla es perllonga més enllà del floret femení fèrtil superior. Glumes dos, molt desiguals, més curtes que les espiguetes; més curtes que els lemes adjacents; sense pèls; sense arestes; no carinada; bastant similar (lanceolades, herbàcies). Espiguetes amb flòsculs incomplets. Les flors incompletes distals dels florets per femenines fèrtils.